# Far de Can Jalpí
El Far de Can Jalpí és un far d'Arenys de Munt (Maresme) protegit com a Bé Cultural d'Interès Local.

## Descripció
Es tracta d'una torre de secció circular de maó i arrebossat imitant carreus. Al cos principal una escala de cargol dona accés al capdamunt del far, un cos de secció octogonal cobert de teules i embigat de fusta. Té també una petita cornisa sortint sostinguda amb mènsules. La porta d'accés és d'arc apuntat arrodonit. Sota la cornisa hi ha una capelleta sense cap imatge.

## Història
Construït l'any 1900, funcionava com a far del llac de Can Jalpí, un gran casal residencial situat al sud del far que imita la construcció d'un castell. Es troba en un espai públic, en una zona de bosc al nord de Can Jalpí.